# 少数派报告 (电影)
是一部於2002年上映的美國科幻電影，斯蒂芬·斯皮尔伯格執導，劇情根據由菲利普·狄克所著的同名小說改編。湯姆·克魯斯主演。
本片耗资超过1亿美元，而全球票房收入是投资的三倍，其DVD进入市场仅仅几个月就销售了4百万份。该片囊括4项土星奖，包括最佳科幻电影奖和最佳导演奖。他还获得奥斯卡最佳音效剪輯奖提名。
2015年福斯廣播公司製作電視劇版的《關鍵報告》，執行製作人是史提芬·史匹堡，2015年9月21日首播，故事內容為電影版十年後的續集。福斯廣播公司於10月9日宣布將原訂的13集刪減至10集。

## 剧情
2054年，科技發展至巅峰，但是因為化學物質的濫用，也產生了新的疾病，在某個地區出生的一批新生兒，因為在母體內遭遇嚴重的化學汙染，而產生了預知未來的能力。其中三位力量最穩定的孩子，被稱為“先知”。“先知”能侦察出人的犯罪企图，並利用科技讀取他們腦波的畫面，所以在罪犯犯罪之前，就已经被犯罪预防组织的警察逮捕并获刑。而华盛顿特区则作为该系统的试行地区。
約翰（湯姆·克魯斯饰）是犯罪预防组织的行動主管。在一次通过“先知”成功阻止了一起因外遇引起的双人命案之后，約翰隐约感觉到这看似完美的预防犯罪系统中所隐含的漏洞。
之后約翰在带领聯邦警察（FBI）丹尼（柯林·法洛饰）参观完“先知”系统后，其中一名女先知阿嘉莎（莎曼莎·莫頓饰）给約翰看了一段过去已结案的命案片段。之后不久“先知”系统出具了一份命案预告，预告显示約翰将会谋杀一个素未谋面的人，约翰因而被犯罪预防组织的同袍和联邦警察追捕。約翰被迫逃走并找到设计该系统的教授，教授只是告知要在阿嘉莎脑中找回那个片段。之后约翰劫走了女先知，并在一个朋友开的虚拟现实体验店查阅阿嘉莎的记忆，结果还是给出那段已结案的片段。约翰决定找到那个会被谋杀的人，结果发现对方持有死去儿子的照片并且过于诡异的急于求死，犹豫中还是杀死了对方而被迫继续逃亡。丹尼到场后发现凶案现场的异常，并且将从店铺所获的阿嘉莎影像和系统记录的已结案影像进行对比，发现了实际上是两宗相似的谋杀案，却因此发现犯罪预防组织局长劳马尔（麥斯·馮·西度饰）的秘密而被局长暗中杀害。
約翰最后去到前妻家暂避并整理线索后悟出其中的问题，但还是被犯罪预防组织追上抓捕。前妻深信丈夫清白，在试探局长的反应后，救出丈夫，并在犯罪预防组织升级为全国局的庆祝会上，播放了局长利用职权谋杀阿嘉莎母亲（也就是阿嘉莎所看见的“已结案”案件）并通过“先知”系统缺陷将两次谋杀事件伪造成同一件事件的片段。“先知”系统随即出具了一份新的命案预告，劳马尔将会杀死約翰，約翰出现，迫使劳马尔做出抉擇：杀死約翰，证明系统有效，並承擔谋杀罪名；或不杀約翰，证明系统有缺陷而不能正常投入使用。最终劳马尔在毫無退路的情況下，被迫自杀來了結這一切。由於局长的秘密曝光，系统的缺陷性也因此暴露而停用，約翰获得清白，三名先知也摆脱系统的囚禁而能平静地度过余生。

## 角色
- 湯姆·克魯斯 飾演 約翰·安德頓
- 麥斯·馮·西度 飾演 勞馬爾·伯傑斯
- 莎曼莎·莫頓 飾演 阿嘉莎·萊佛利
- 柯林·法洛 飾演 丹尼·威特沃
- 尼爾·麥克唐納 飾演 戈登·佛萊契
- 凱薩琳·莫莉絲 飾演 拉菈·安德頓

## 製作
主體拍攝於2001年3月22日開始，拍攝地包含洛杉矶和华盛顿哥伦比亚特区，2001年7月結束。

## 發行

### 評價
電影收穫了普遍影評人的好評。根據爛蕃茄上收集的245篇專業影評文章，其中221篇給出了「新鮮」的正面評價，「新鮮度」為90%，平均得分8.1分（滿分10分），且該網站還將其列入2002年最佳電影之一。而基於另一影評網站Metacritic上的37篇評論文章，其中34篇予以好評，無差評，3篇褒貶不一，平均分為80（滿分100）。